# Matthes Langhoff
Matthes Langhoff (* 30. März 2002 in Neubrandenburg) ist ein deutscher Handballspieler.

## Karriere

### Im Verein
Matthes Langhoff begann das Handballspielen beim SV Fortuna 50 Neubrandenburg. Bereits in der Jugend wechselte er zu den Füchsen Berlin. Nachdem er in der Saison 2021/22 erste Einsatzzeiten im Bundesligateam erhalten hatte, spielte er ab 2022 über ein Zweitspielrecht für den Zweitligisten VfL Potsdam. 2023 gewann er mit Berlin die EHF European League. Zum Ende der Saison 2023/24 lief er in drei Spielen erneut für Potsdam auf und erreichte den Aufstieg in die Bundesliga. In der Saison 2024/25 gewann er mit den Füchsen den ersten Meistertitel der Vereinsgeschichte.

### In Auswahlmannschaften
Mit der Juniorennationalmannschaft belegte er den 7. Platz bei der U-20-Europameisterschaft 2022 und wurde er bei der U-21-Weltmeisterschaft 2023 in Deutschland und Griechenland Weltmeister.
Am 11. Mai gab er sein Debüt für die A-Nationalmannschaft gegen die Türkei.